# Gregory Itzin
Gregory Itzin (ur. 20 kwietnia 1948 w Waszyngtonie, zm. 8 lipca 2022) – amerykański aktor charakterystyczny, teatralny i filmowy. Najbardziej znany z roli prezydenta USA Charlesa Logana w thrillerze akcji 24 godziny.

## Życiorys
Urodził się w Waszyngtonie, jako syn Evelyn Loretty (z domu Smith) i Martina Josepha Itzina. Kiedy był w szóstej klasie, jego rodzina przeniosła się do Burlington w stanie Wisconsin, gdzie jego ojciec był burmistrzem. Itzin początkowo zamierzał zostać aktorem teatralnym, szkoląc się w American Conservatory Theatre w San Francisco. Występował na wielu scenach w całym kraju.
Miał „poważny atak serca” w 2015 roku, ale był w stanie kontynuować karierę aktorską. Zmarł 8 lipca 2022 roku w wieku 74 lat z powodu powikłań podczas nagłej operacji.

## Życie prywatne
W 1979 roku ożenił się z Judie, mieli dwoje dzieci.

## Filmografia
- 1980: Czy leci z nami pilot?, jako fanatyk religijny
- 1984: Trudne do utrzymania, jako Owen
- 1985: Nastoletni wilkołak, jako nauczyciel angielskiego
- 1989: Wspaniali bracia Bakerowie, jako Vince Nancy
- 1991: Moje drugie, lepsze wcielenie, jako Phil
- 1992: Eerie Indiana, czyli Dziwne Miasteczko, jako Mayor
- 1993: Donato i córka, jako Cornell
- 1993: Młody Goodman Brown, jako George Burroughs
- 1996: Niewinne ofiary
- 1997: Morderstwo, jako prokurator okręgowy Roger Garfield
- 1997: Przyjaciele do końca, jako pan Romley
- 1998: Mali żołnierze, jako pan Florens
- 1999: Johnny Tsunami, jako dyrektor Pritchard
- 2000: Rodzina to grunt, jako James Moore
- 2001: Ewolucja, jako Barry Cartwright
- 2001: Grzeszna miłość, jako pułkownik Worth
- 2002: Sprawy rodzinne, jako pan Allero
- 2002: Ucieczka od życia, jako Piewca
- 2002: Adaptacja, jako prokurator
- 2002: Co za życie, jako Dennis
- 2003: Waszyngton, 11 września, jako minister sprawiedliwości i prokurator generalny John Ashcrof
- 2007: Wiem kto mnie zabił, jako dr Greg Jameson
- 2008: Float, jako Ray Fulton
- 2009: Prawo zemsty, jako naczelnik Iger
- 2009: Robota, jako pan D
- 2010: Autopilot, jako dr Brian
- 2010: 24 godziny, jako prezydent Charles Logan
- 2011: Idy marcowe, jako Jack Stearns
- 2011: Los Angeles, nienawidzę cię, jako George
- 2011: Zamiana ciał, jako Flemming Steel
- 2012: Lincoln, jako sędzia John A. Campbell
- 2015: Mentalista, jako Virgil Minelli
- 2019: Carte Blanche, jako Bob Sanders